# Consuta
Consuta – opracowana na przełomie XIX i XX wieku technologia budowy kadłubów łodzi, w późniejszym czasie używana także do budowy wodnosamolotów i łodzi latających.  Nazwa „consuta” wywodzi się od łacińskiego słowa consutilis oznaczającego „zszyte”.
Kadłub typu consuta składał się z kilku warstw forniru z mahoniu przełożonymi nasączonym w oleju lnianym płótnem kaliko i zszytymi ze sobą drutem miedzianym.  Technologia została opatentowana przez Sama Saundersa.
Pierwszą łodzią z kadłubem o tej konstrukcji była zbudowana w 1898 i wodowana w Goring-on-Thames motorówka „Consuta”.  W późniejszym czasie technologia ta została użyta także między innymi przy produkcji gondoli pierwszego sterowca brytyjskiego „Mayfly” i pierwszej brytyjskiej łodzi latającej Sopwith Bat Boat.
Technologia pozostała w użyciu aż do lat 50. XX wieku kiedy zostały opracowane kleje wodoodporne.